# 鄭瑞 (景泰進士)
鄭瑞（1422年—？），字孟祥，浙江西安縣人，順天府大興縣富戶，明朝政治人物。進士出身。

## 生平
景泰元年（1450年）庚午科順天府鄉試第一百五十九名。景泰五年（1454年）甲戌科會試第九十六名，殿試登進士第三甲第一百二十七名。

## 家族
曾祖父鄭德清。祖父鄭愛，曾任義民。父亲鄭虒。